# Steven Lewington
Steven Paul Lewington (nascido em 25 de Fevereiro de 1983), mais conhecido como Steve Lewington, é um lutador de luta livre profissional estadunidense. É mais conhecido por seu trabalho na WWE sob o nome de ringue de DJ Gabriel.
Lewington também atuou na Ohio Valley Wrestling, onde foi campeão de duplas com Chet the Jet, e na Florida Championship Wrestling.

## Carreira no wrestling profissional

### All Star Wrestling e Ohio Valley Wrestling (2003-2005)
Após a graduação de Senior School Sixth Form, Lewington atendeu ao Farnborough College of Technology, onde ele ganhou um diploma superior nacional em engenharia aeronáutica.
Depois de desenvolver um interesse em wrestling profissional, Lewington foi aceito para participar do Ohio Valley Wrestling, vindo para a América entre 23 e 28 de Fevereiro de 2003. O treino oficial de Lewington começou oito meses mais tarde na classe de principiantes na arena Old Davis.
Lewington voltou para a Inglaterra no final de 2004, onde começou a trabalhar com o All Star Wrestling. Steven iria treinar e aparecer com a ASW se tornando o tema de um episódio da UKTV People's Secret Life of the Gym.

### World Wrestling Entertainment / WWE (2005-2010)
Enquanto a WWE estava em turnê na Inglaterra, Lewington faria três apresentações em sua programação principal, uma vez como um "jobber" (lutador que constantemente perde para seus adversários), em um segmento de uma entrevista na Carlito's Cabana, também como um jobber contra Kurt Angle após o mesmo ter demonstrado desrespeito à Inglaterra e como segurança quando ajudou a distanciar as super-estrelas do SmackDown! e do RAW. Outros lutadores britânicos como Robbie Brookside e Thunder faziam parte da segurança.
Depois de suas aparições na WWE em 2005, Steven permaneceu no Reino Unido para competir pela promoção da All Star Wrestling (ASW) sobre o ring name de Steve Sonic. Em 17 de Janeiro de 2006 em Croydon, Steven enfrentou Drew McDonald em uma Ladder Match e saiu com a vitória. Steven permaneceu campeão por vários meses antes de renunciar ao título para voltar à promoção de desenvolvimento da WWE em julho de 2006.

#### Territórios de desenvolvimento
Durante abril de 2006, a WWE voltaria a fazer uma turnê na Inglaterra, possibilitando outra aparição de Lewington no RAW em 24 de abril, onde perdeu para Umaga. Seu desempenho nesta partida, daria a Lewington um acordo de desenvolvimento. Depois de receber o seu contrato, ele foi enviado para a OVW e formou uma tag team chamada "Terminal Velocity" com Chet e Jett. Em 4 de março de 2008, ele mudou seu ring name para Jack Gabriel.

#### ECW (2008-2009)
Na edição da ECW de 18 de novembro de 2008, Lewington fez sua estréia na WWE sobre o ring name de "DJ Gabriel" que era sempre acompanhado de Alicia Fox. Ele derrotou um wrestler local chamado Sal Rinauro em sua estréia. Nas semanas seguintes, ele derrotou vários intermediários antes de derrotar Paul Burchill no último episódio da ECW em 2008. Em 13 de janeiro de 2009, Gabriel e Fox foram derrotados por Burchill e sua irmã Katie Lea em uma "Mixed Tag Team match". Na edição de 24 de fevereiro, Lewington sofreu sua primeira derrota, perdendo para Mark Henry. Várias semanas depois, Lewington perdeu para Tyson Kidd, sendo esta sua última partida televisionada. Em 15 de abril do mesmo ano, Alicia Fox começou a atuar no SmackDown, como parte do draft daquele ano, deixando Gabriel por conta própria.

#### Retorno para a Florida Championship Wrestling (2009-2010)
Depois que Alicia Fox voltou para o SmackDown, Steven foi enviado de volta para a FCW e desenvolveu um novo personagem de um "verdadeiro homem britânico" e seu ring name foi simplificado apenas para Gabriel. Depois de perder uma partida, e no enredo, ser suspenso da FCW, Lewington passou a lutar sob uma máscara como Mr. FCW. Steven acabaria por "ganhar" novamente seu lugar na FCW, e alternava entre seus personagens Gabriel e Mr. FCW antes de seu contrato ser expirado em janeiro de 2010.

## Títulos e prêmios
- All Star Wrestling
  - ASW British Heavyweight Championship (1 vez)

- Ohio Valley Wrestling
  - OVW Southern Tag Team Championship (1 vez) – com Chet the Jet